# Kroniki Tigernach
Kroniki Tigernach – kroniki napisane w mieszaninie łaciny, staroirlandzkiego i średnioirlandzkiego wywodzące się najprawdopodobniej z Clonmacnoise w Irlandii.
Większość starszych zapisów zachowała się w XII-wiecznym manuskrypcie o nazwie Rawlinson B 502. Prawdziwą wartość mają części kronik opisujące okresy 489-766, 973-1003 oraz 1018-1178. Te trzy fragmenty przetrwały dzięki XIV wiecznemu manuskryptowi Rawlinson B 488.
Rozdział opisujący lata 766 do 973 nie zachował się, ale uważa się, że Chronicon Scottorum jest jego skróconą formą, tenże natomiast jest wybrakowany na lata 718 do 814, ale w związku z tym, że duża jego zawartość pochodzi z hipotetycznej Kroniki Irlandii, możemy się domyślać co do części jego zawartości.
Współczesną nazwę kronika zawdzięcza Tigernach Ua Braín, zmarłemu w 1088 r. opatowi Clonmacnoise, co jednak nie oznacza, że był on jej autorem. Notatka dodana w roku jego śmierci mówi, że tekst był spisywany przez Tigernacha do tego dnia. Prawdopodobnie oznacza to, że był albo skrybą pracującym nad wcześniejszymi tekstami, albo jednym z kronikarzy zajmujących się tym dziełem.